# 24 часа «Нюрбургринга»
«24 часа Нюрбургринга» (нем. 24-Stunden-Rennen auf dem Nürburgring) — гонка на выносливость, проводимая на «Северной петле» «Нюрбургринга» с 1970 года под эгидой ADAC.
Гонка зародилась как более дешёвая альтернатива 1000 км Нюрбургринга, которая шла в зачёт Чемпионата Мира среди Спортивных Автомобилей, и где выступали профессиональные гонщики на мощных спортпрототипах.
В 24 часах Нюрбургринга участвуют главным образом гонщики-любители, для которых главное — вызов «Зелёного ада», как называют «Северную петлю». После того как в 1984 году трасса была перестроена, 1000-километровые гонки переместились на кольцо Гран-при, тогда как 24-часовая гонка осталась на «Нордшляйфе».
Ранее гонка входила в календарь немецкого чемпионата по гонкам на выносливость VLN, который проходит только на одной трассе — Северной петле Нюрбургринга.
Технический регламент гонки весьма либерален. Если в 90-х годах на старт допускались только стандартные автомобили Группы N, а также модифицированные автомобили Группы А (что позволяло в конце 80-х — начале 90-х принимать участие автомобилям ДТМ, а в 1995 — STW), то в 1999 году на старт смогли выйти также автомобили категории GT2, что позволило выиграть Доджу Вайперу от Цакспид. Кроме того, по специальному соглашению допускались даже силуэт-спортпротипы нового ДТМ от Опеля и Abt Sportsline, а также неомологированные в GT2 BMW М3GTR от Schnitzer Motorsport.
Иногда на гонку заявляются также заводские команды, с целью проведения промоакций или проверки разных решений. Так, в 1998 г. победу впервые одержал дизельный автомобиль — BMW 320d. А в 2008 г. на гонку был заявлен гибридный автомобиль Гумперт Аполло, который однако в гонке сошёл. В 2010 г. Porsche 911 GT3 Hybrid с механической системой рекуперации едва не выиграл, лидируя за 2 часа до финиша, но сойдя из-за поломки основного двигателя, показав при этом отменную топливную эффективность.
Гонки проходят на Северной петле Нюрбургринга, использующей разные конфигурации — от 22 835 м до почти 26 км, в зависимости от используемой конфигурации кольца Гран-при.
Наиболее длинная конфигурация была использована в 2002 и 2003 годах, когда использовалась новопостроенная Мерседес-арена. С 2005 года используется конфигурация длиной 25 378 м, которая минует «Мерседес-арену», используемую для парковки автомобилей участников гонок поддержки.
В гонке, которая по традиции проходит в мае или июне, стартует 220 машин (а на тренировках их 230), из-за чего старт проводится в 3 захода. Число гонщиков может превышать 8 сотен, так как одним автомобилем могут управлять экипажи из 3, 4, 5 и даже 6 человек. При этом один пилот не может управлять машиной свыше 2,5 ч подряд, и должен выдерживать 2-часовой перерыв, прежде вновь сесть за руль. При этом допускается одному гонщику присутствовать сразу в двух экипажах. В 1996 и 1997 годах впервые победу в гонке одержала женщина — это была Сабина Шмитц на БМВ М3.
Несмотря на то что большую часть пелетона составляют любители, выходящие на старт на самых разнообразных автомобилях, за победу борются профессиональные экипажи на специально подготовленных машинах, соответствующих уровню GT3 и GT2. Для них большую проблему могут представлять частники, которых приходится постоянно обгонять на всём протяжении огромного кольца.
Гонка всегда сопровождается большим фестивалем, собирающим много народа, и является большим праздником, в котором само гоночное действо нередко отходит на второй план, особенно ночью. Общее количество посетителей гонки переваливает за 400 тыс. в течение недели.

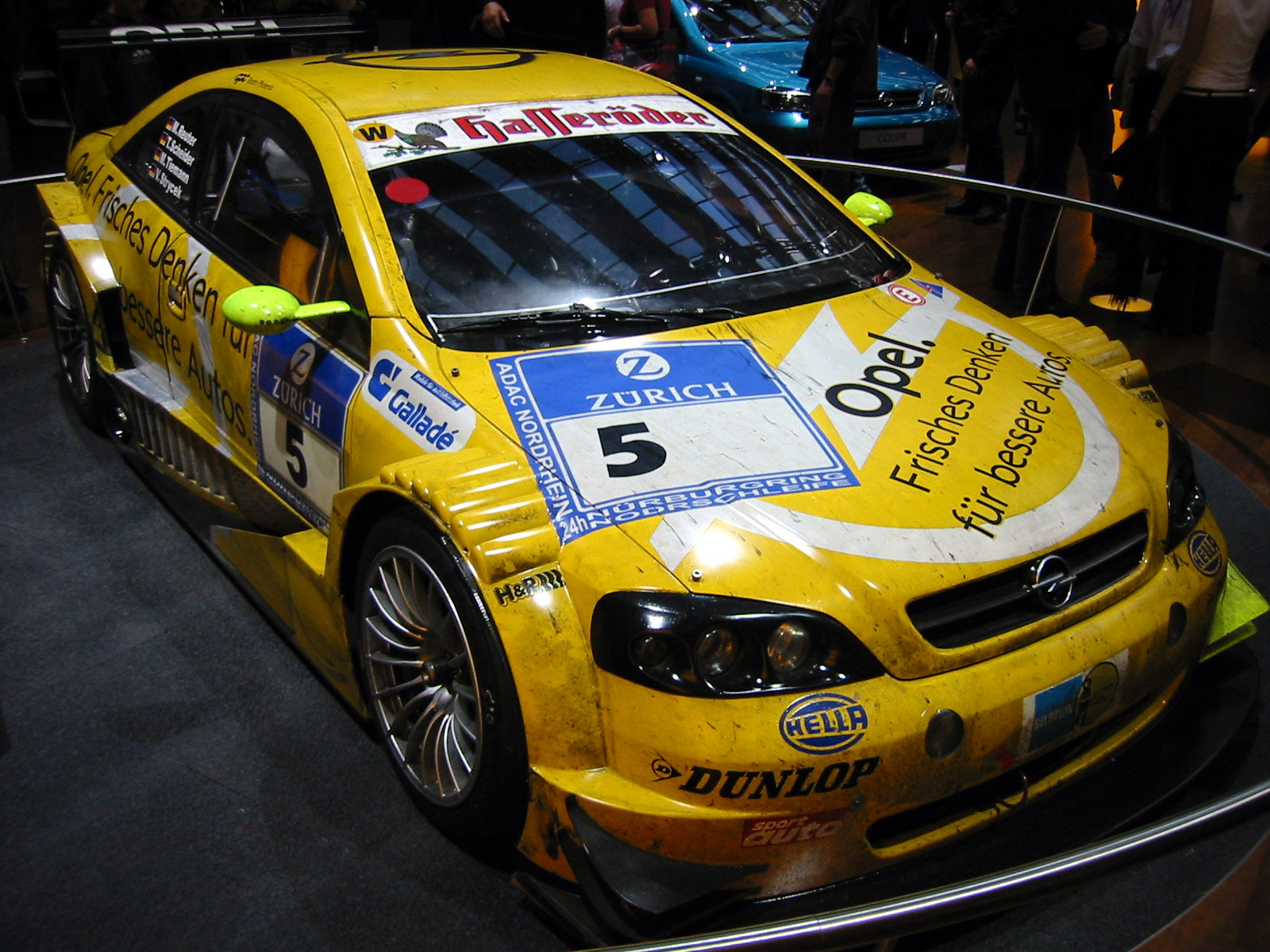
Победитель 2003 г.: Opel Astra V8 Coupé, OPC Team Phoenix
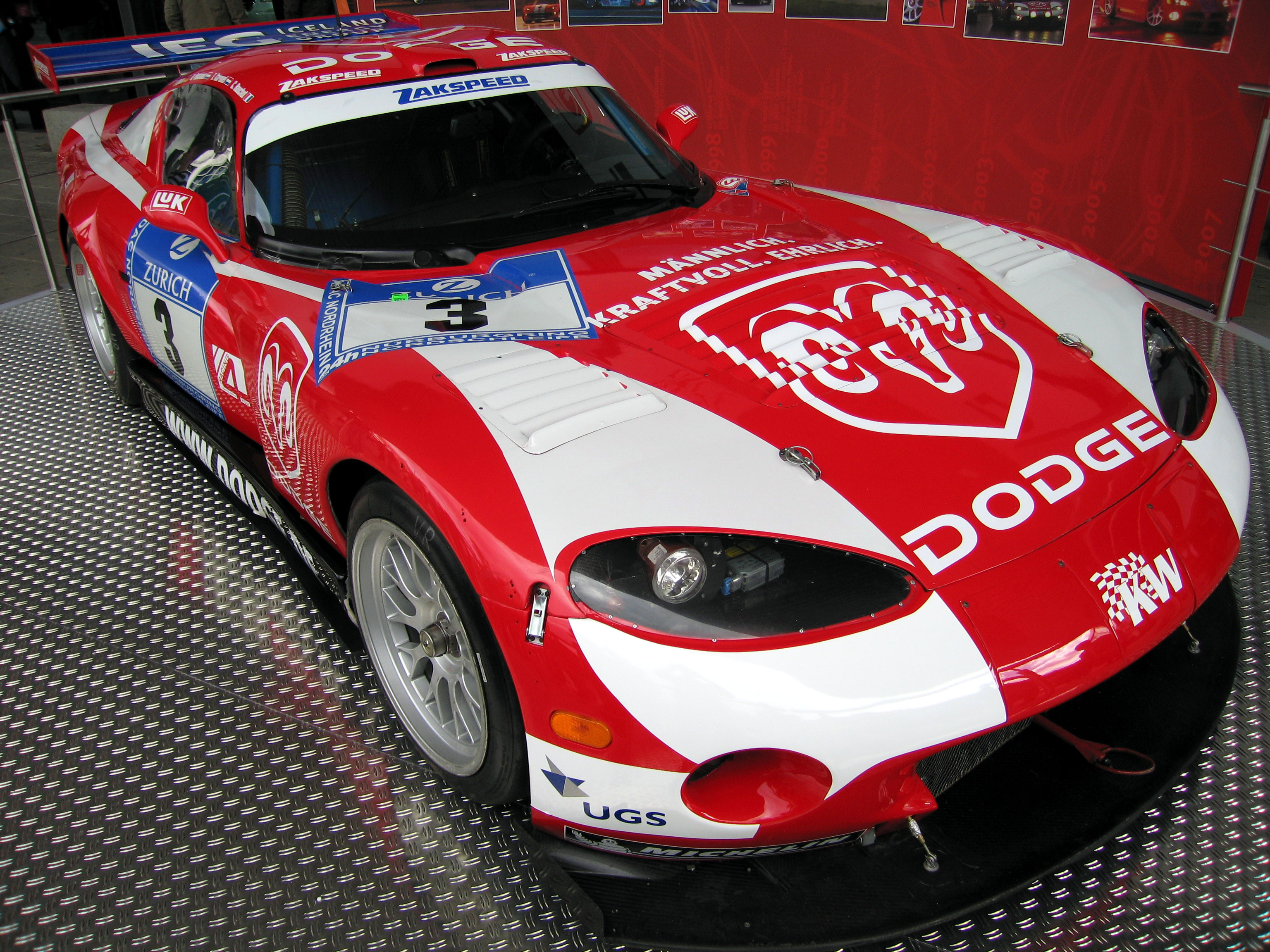
Победитель 1999, 2001 и 2002 гг.: Dodge Viper от Zakspeed
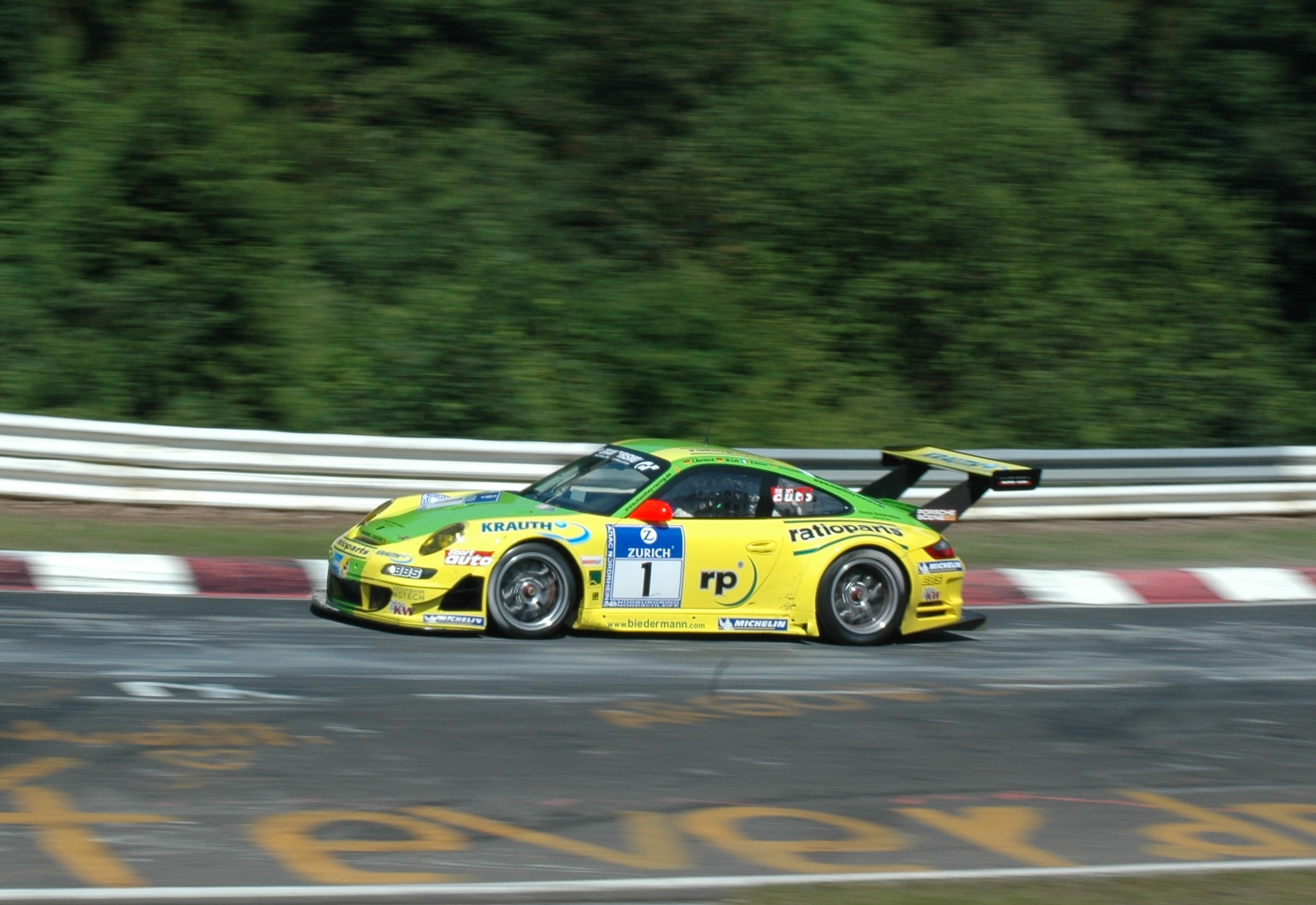
Manthey Racing Porsche, победитель 2006, 2007, 2008, 2009 гг.
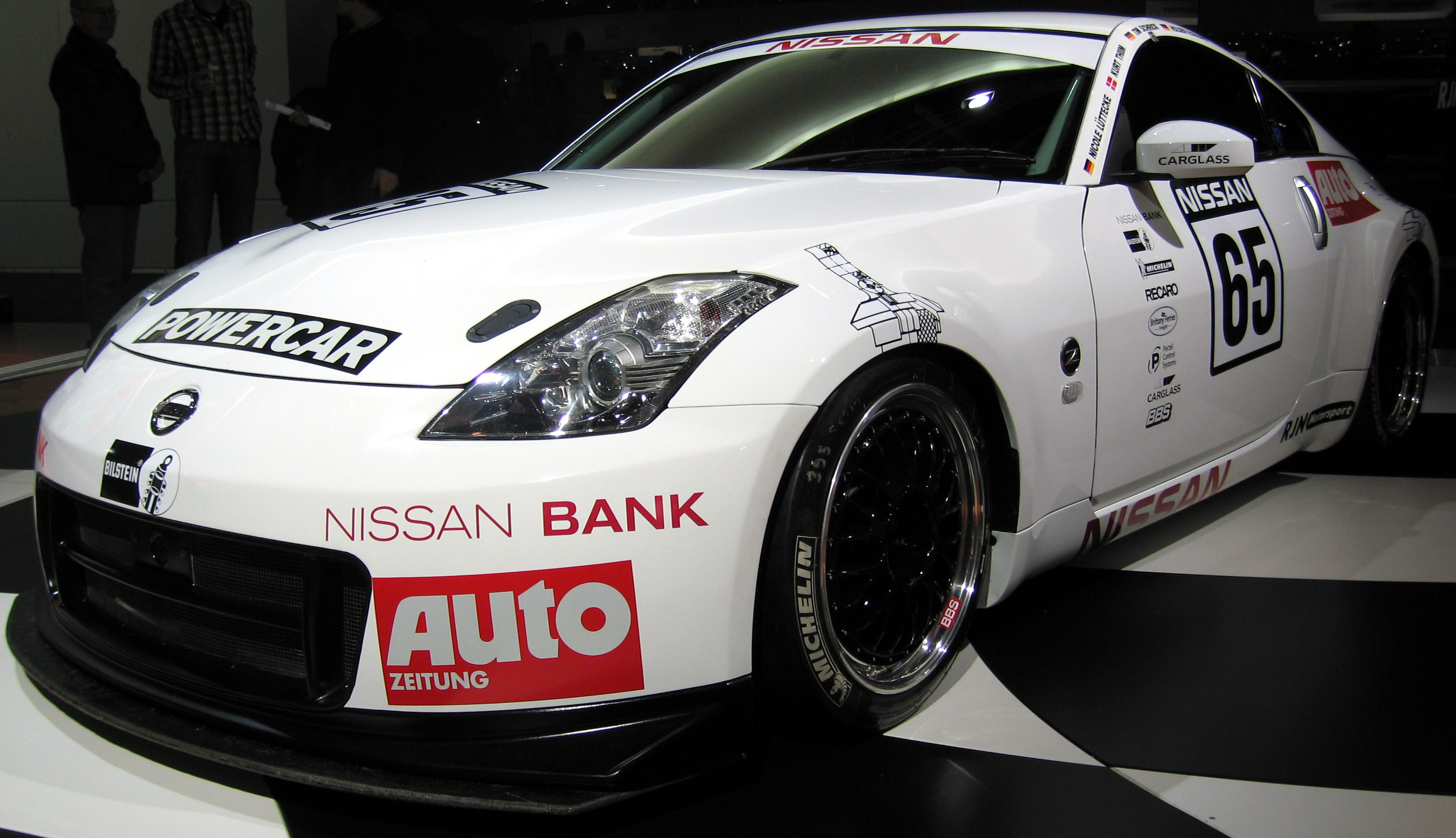
Nissan 350Z
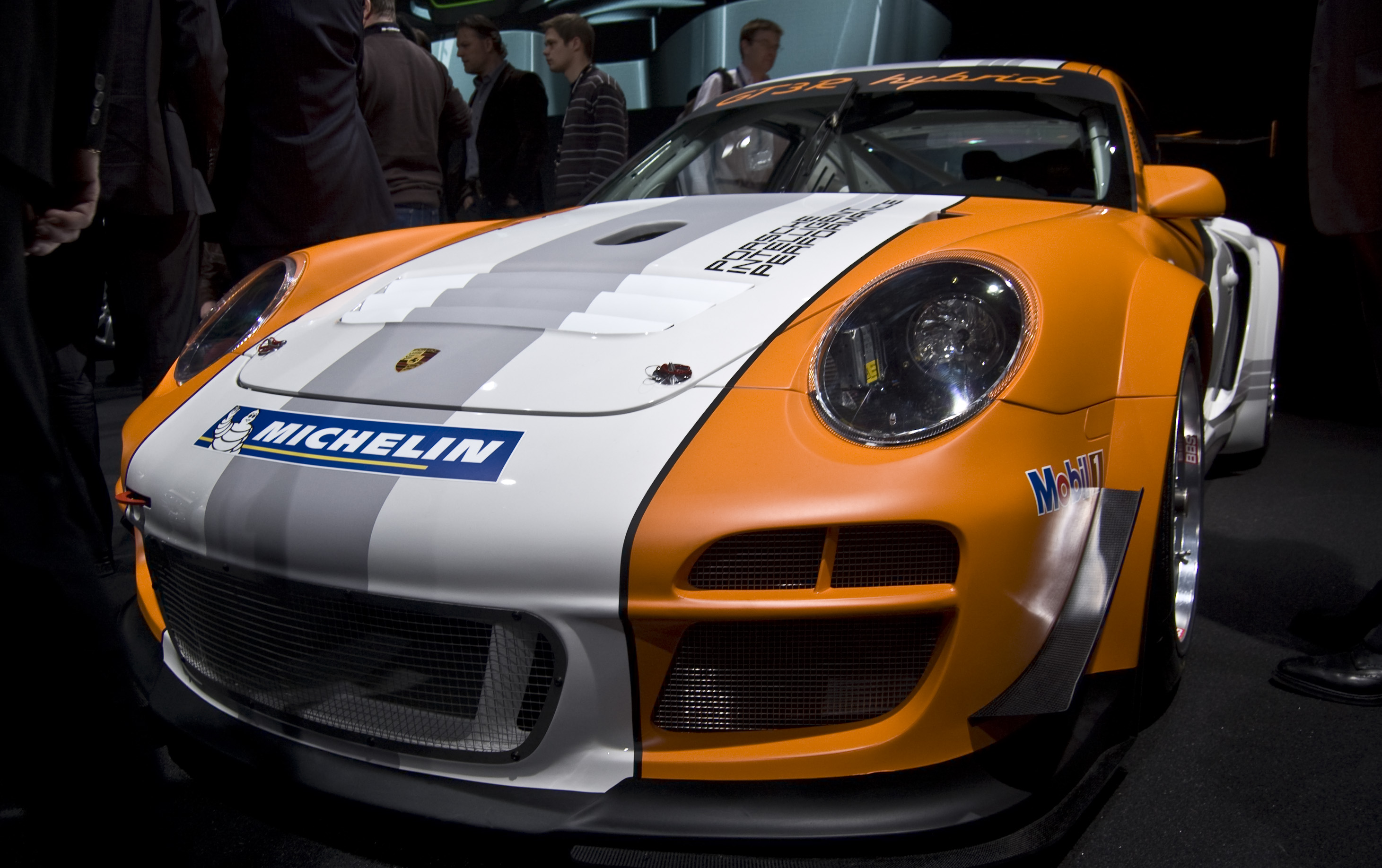
Porsche 911 GT3 Hybrid

## Победители
| Год         | Гонщики                                                                 | Машина                                             | Команда                                            | Кругов                                             | Примечания |
| ----------- | ----------------------------------------------------------------------- | -------------------------------------------------- | -------------------------------------------------- | -------------------------------------------------- | --- |
| 1970        | Ханс-Иоахим Штук Клеменс Шикентанц                                      | BMW 2002 TI                                        | Koepchen BMW Tuning                                | 123                                                | |
| 1971        | Ферфрид Гогенцоллерн Герольд Панкль                                     | BMW 2002                                           | Alpina                                             | 125                                                | |
| 1972        | Хельмут Келленерс Герольд Панкль                                        | BMW 2800 CS                                        | Alpina                                             | 145                                                | |
| 1973        | Ники Лауда Ханс-Петер Йойстен                                           | BMW 3.0 CSL                                        | Alpina                                             | 95                                                 | Гонка прошла двумя заездами по 8 часов каждый |
| 1974 — 1975 | Гонка не проводилась из-за энергетического кризиса                      | Гонка не проводилась из-за энергетического кризиса | Гонка не проводилась из-за энергетического кризиса | Гонка не проводилась из-за энергетического кризиса | Гонка не проводилась из-за энергетического кризиса |
| 1976        | Фриц Мюллер Герберт Хехлер Карл-Хайнц Квирин                            | Porsche 911 Carrera                                |                                                    | 134                                                | |
| 1977        | Фриц Мюллер Герберт Хехлер                                              | Porsche 911 Carrera                                |                                                    | 140                                                | |
| 1978        | Фриц Мюллер Герберт Хехлер Франц Гешвендтнер                            | Porsche 911 Carrera                                | Valvoline Deutschland                              | 142                                                | |
| 1979        | Герберт Куммле Карл Мауэр Винфрид Фогт                                  | Ford Escort                                        | Cavallo Matras                                     | 140                                                | |
| 1980        | Дитер Зельцер Вольфганг Вольф Маттиас Шнайдер                           | Ford Escort RS 2000                                | Berkenkamp Racing                                  | 137                                                | |
| 1981        | Гельмут Дёринг Дитер Гартман Фриц Мюллер                                | Ford Capri                                         | Gilden-Kölsch                                      | 132                                                | |
| 1982        | Дитер Гартман Клаус Людвиг Клаус Нидцвайц                               | Ford Capri                                         | Eichberg Racing                                    | 138                                                | |
| 1983        | Гонка не проводилась из-за реконструкции трассы                         | Гонка не проводилась из-за реконструкции трассы    | Гонка не проводилась из-за реконструкции трассы    | Гонка не проводилась из-за реконструкции трассы    | Гонка не проводилась из-за реконструкции трассы |
| 1984        | Аксель Фельдер Франц-Йозеф Брёлинг Петер Оберндорфер                    | BMW 635 CSi                                        | Auto Budde Team                                    | 127                                                | |
| 1985        | Аксель Фельдер Юрген Хамельман Роберт Вальтершайд-Мюллер                | BMW 635 CSi                                        | Auto Budde Team                                    | 128                                                | |
| 1986        | Маркус Эстрайх Отто Рензинг Винфрид Фогт                                | BMW 325i                                           | Linder Rennsport                                   | 130                                                | |
| 1987        | Клаус Людвиг Клаус Нидцвайц Стив Сопер                                  | Ford Sierra Cosworth                               | Eggenberger                                        | 135                                                | |
| 1988        | Эдгар Дёрен Герхард Холуп Петер Фаубель                                 | Porsche 911 Carrera                                |                                                    | 140                                                | |
| 1989        | Эмануэле Пирро Роберто Равалья Фабьен Жиро                              | BMW M3                                             | Team Bigazzi                                       | 143                                                | |
| 1990        | Альтфрид Хегер Иоахим Винкельхок Франк Шмиклер                          | BMW M3 Evo. 2                                      | Linder Motorsport                                  | 144                                                | Новый рекорд пройденной дистанции — 144 круга. |
| 1991        | Иоахим Винкельхок Крис Ниссен Армин Хане                                | BMW M3 Evo. 2                                      | Schnitzer Motorsport                               | 138                                                | |
| 1992        | Джонни Чекотто Кристиан Даннер Жан-Мишель Мартин Марк Дуэз              | BMW M3 Evo. 2                                      | Team Bigazzi                                       | 76                                                 | Гонка останавливалась на несколько часов из-за тумана |
| 1993        | Антониу ди Азеведу Эрманн Франц Конрад Эрнульф Вирдхайм Франк Каттхёфер | Porsche 911 Carrera                                | Konrad Motorsport                                  | 129                                                | |
| 1994        | Карл-Хайнц Влацик Франк Каттхёфер Фред Ростерг                          | BMW M3                                             |                                                    | 106                                                | |
| 1995        | Роберто Равалья Марк Дуэз Александр Бургшталлер                         | BMW 320i                                           | Team Bigazzi                                       | 129                                                | |
| 1996        | Йоханнес Шайд Сабина Шмитц Ханс Видман                                  | BMW M3                                             | Scheid Motorsport                                  | 135                                                | |
| 1997        | Йоханнес Шайд Сабина Шмитц Ханс-Юрген Тиманн Петер Цаковски             | BMW M3                                             | Scheid Motorsport                                  | 126                                                | |
| 1998        | Марк Дуэз Энди Бовензипен Кристиан Менцель Ханс-Иоахим Штук             | BMW 320d                                           | Schnitzer Motorsport                               | 137                                                | |
| 1999        | Петер Цаковски Ханс-Юрген Тиманн Клаус Людвиг Марк Дуэз                 | Dodge Viper GTS-R                                  | Zakspeed                                           | 143                                                | |
| 2000        | Бернд Майландер Михаэль Бартельс Уве Альцен Альтфрид Хегер              | Porsche 911 GT3-R                                  | Porsche Zentrum Koblenz                            | 145                                                | |
| 2001        | Петер Цаковски Михаэль Бартельс Педро Лами                              | Dodge Viper GTS-R                                  | Zakspeed                                           | 147                                                | |
| 2002        | Петер Цаковски Роберт Лехнер Педро Лами                                 | Dodge Viper GTS-R                                  | Zakspeed                                           | 141                                                | |
| 2003        | Мануэль Рейтер Тимо Шайдер Марсель Тиманн                               | Opel Astra V8 Coupé                                | OPC Team Phoenix                                   | 143                                                | |
| 2004        | Дирк Мюллер Йорг Мюллер Ханс-Иоахим Штук Педро Лами                     | BMW M3 GTR                                         | Schnitzer Motorsport                               | 143                                                | |
| 2005        | Педро Лами Борис Сейд Дункан Хьюсман Энди Приоль                        | BMW M3 GTR                                         | Schnitzer Motorsport                               | 139                                                | |
| 2006        | Лукас Лур Тимо Бернхард Майк Роккенфеллер Марсель Тиманн                | Porsche 911 GT3-MR                                 | Manthey Racing                                     | 151                                                | |
| 2007        | Марк Либ Тимо Бернхард Ромен Дюма Марсель Тиманн                        | Porsche 911 GT3-RSR                                | Manthey Racing                                     | 112                                                | Гонка останавливалась на 6 часов в сумме из-за дождя (2 часа на старте) и тумана (4 часа перед рассветом). |
| 2008        | Марк Либ Тимо Бернхард Ромен Дюма Марсель Тиманн                        | Porsche 911 GT3-RSR                                | Manthey Racing                                     | 148                                                | |
| 2009        | Марк Либ Тимо Бернхард Ромен Дюма Марсель Тиманн                        | Porsche 911 GT3-RSR                                | Manthey Racing                                     | 155                                                | Новый рекорд пройденной дистанции — 155 кругов. Пятая победа для Марселя Тиманна, четвёртая победа подряд для Manthey Racing. |
| 2010        | Йорг Мюллер Аугусту Фарфуш Уве Альцен Педро Лами                        | BMW M3 GT2                                         | Schnitzer Motorsport                               | 154                                                | |
| 2011        | Марк Либ Тимо Бернхард Ромен Дюма Лукас Лур                             | Porsche 911 GT3-RSR                                | Manthey Racing                                     | 156                                                | Новый рекорд пройденной дистанции — 156 кругов. |
| 2012        | Марк Бассенг Кристофер Хазе Франк Штиплер Маркус Винкельхок             | Audi R8 LMS ultra                                  | Team Phoenix                                       | 155                                                | Первая победа экипажа, выступающего на Audi. |
| 2013        | Бернд Шнайдер Йерун Блекемолен Шон Эдвардс Ники Тиим                    | Mercedes-Benz SLS AMG GT3                          | Black Falcon                                       | 88                                                 | Первая победа экипажа, выступающего на Mercedes-Benz. |
| 2014        | Кристофер Хазе Кристиан Мамеров Рене Раст Маркус Винкельхок             | Audi R8 LMS ultra                                  | Phoenix Racing                                     | 159                                                | Новый рекорд пройденной дистанции — 159 кругов. |
| 2015        | Кристофер Мис Нико Мюллер Эдвард Сандстрём Лауренс Вантор               | Audi R8 LMS                                        | W Racing Team                                      | 156                                                | |
| 2016        | Маро Энгель Бернд Шнайдер Адам Кристодулу Мануэль Метцгер               | Mercedes-AMG GT 3                                  | Black Falcon                                       | 134                                                | Гонку останавливали на 4 часа из-за ливня, тумана и града. |
| 2017        | Коннор де Филиппи Кристофер Мис Маркус Винкельхок Кельвин ван дер Линде | Audi R8 LMS                                        | Land Motorsport                                    | 158                                                | |
| 2018        | Ник Тэнди Рихард Лиц Патрик Пиле Фредерик Маковецки                     | Porsche 911 GT3-R                                  | Manthey Racing                                     | 135                                                | Гонку останавливали более чем на два часа из-за тумана и плохой видимости сигнальных флагов. |
| 2019        | Пьер Каффер Франк Штиплер Дрис Вантор Фредерик Вервиш                   | Audi R8 LMS Evo                                    | Phoenix Racing                                     | 157                                                | |
| 2020        | Ники Катсбург Александр Симс Ник Йеллоли                                | BMW M6 GT3                                         | Rowe Racing                                        | 85                                                 | После 7 часов 4 минут и 39 кругов был показан красный флаг из-за сильного дождя и тумана, и гонка была приостановлена на ночное время 9 часов 45 минут. Гонка возобновилась за 7 часов 11 минут до конца времени.                                            |
| 2021        | Маттео Кайроли Микаэль Кристенсен Кевин Эстре                           | Porsche 911 GT3 R                                  | Manthey Racing                                     | 59                                                 | |
| 2022        | Робин Фряйнс Кельвин ван дер Линде Дрис Вантор Фредерик Вервиш          | Audi R8 LMS Evo II                                 | Audi Sport Team Phoenix                            | 159                                                | |
| 2023        | Эрл Бамбер Ники Кэтсбург Фелипе Фернандес Лазер Дэвид Питтард           | Ferrari 296 GT3                                    | Frikadelli Racing Team                             | 162                                                | Первая победа Ferrari. Новый рекорд пройденной дистанции. |
| 2024        | Рикардо Феллер Деннис Маршалл Кристофер Мис Франк Штипплер              | Audi R8 LMS Evo II                                 | Scherer Sport PHX                                  | 50                                                 | Новый рекорд кратчайшей дистанции из-за ночного тумана, приведшего к 14-часовой остановке после 7 часов 23 минут гонки. Гонка возобновилась на 5 кругов, но снова была остановлена. 7-я победа в общем зачете для Phoenix Racing, повторившая рекорд Мантей. |
| 2025        | Августо Фарфус Йессе Крон Кельвин ван дер Линде Раффаэле Марчелло       | BMW M4 GT3 Evo                                     | Rowe Racing                                        | 141                                                | |